# 金子峻大
金子 峻大（かねこ たかひろ、1994年1月26日 - ）は、トップチャレンジリーグ釜石シーウェイブスRFCに所属するラグビー選手。

## プロフィール
- 群馬県みどり市出身[1]。
- ポジションはスクラムハーフ(SH)。
- 身長 161cm、体重 67kg

## 略歴
大間々中学校、國學院栃木高校、法政大学、グラマーTECを経て、2019年6月、キヤノンイーグルスに加入。同年8月、キャノンイーグルスを退団した。
2020年、釜石シーウェイブスに加入。